# Коронник чорноголовий
Коронник чорноголовий (Myiothlypis nigrocristata) — вид горобцеподібних птахів родини піснярових (Parulidae).. Мешкає в Південній Америці. Його довгий час відносили до роду Коронник (Basileuterus), однак за результатами молекулярно-філогенетичного дослідження чорноголовий коронник і низка інших видів були переведені до відновленого роду Myiothlypis

## Опис
Довжина птаха становить 13,5 см, вага 11,6-17,2 г. Довжина крила самця становить 5,5-6,2 см, довжина крила самиці 5,5-6 см. Тім'я чорне, над очима широкі жовті "брови", решта голови оливково-зелена. Нижня частина тіла світло-жовта, боки оливкові. Верхня частина тіла оливково-зелена, крила темно-коричневі, кінчики пер оливкові. Дзьоб чорний, короткий, лапи жовтувато-оранжеві. У молодих птахів голова і верхня частина тіла сірі або темно-оливково-сірі, нижня частина тіла світло-оливкова.

## Поширення і екологія
Чорноголові коронникі поширені від Венесуели через Колумбію і Еквадор до Перу. Живуть в гірських тропічних дощових і хмарних лісах, в чагарникових і бамбукових заростях на висоті від 2600 до 3400 м над рівнем моря. У Венесуелі і на заході Еквадору вони живуть на висоті від 1500 м над рівнем моря. Сезон розмноження триває з січня до жовтня. Гніздо розміщується на землі.